# Land Rover Discovery

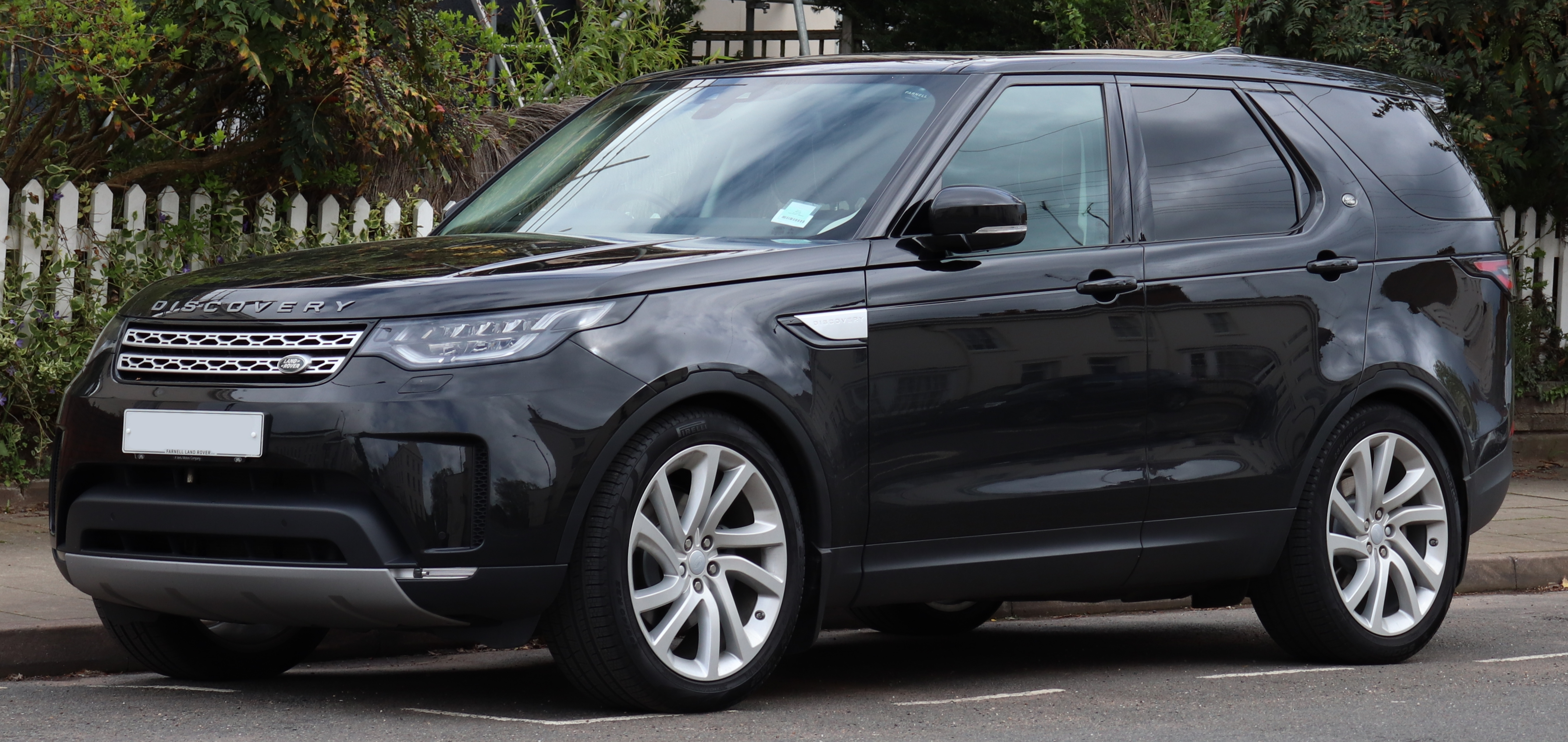
Land Rover Discovery (5:e generationen).

Land Rover Discovery är en fyrhjulsdriven terrängbil från Land Rover som i sin första version introducerades 1989.
Land Rover tillverkade Discovery 1 1989–1998, Discovery 2 1999–2004, Discovery 3 2005–2009 och Discovery 4 2009-2017. 2017 lanserades Discovery 5, vilken designmässigt innebar en större förändring jämfört med de tidigare modellerna.
Discovery är lite mindre bruksbil än Land Rover Defender men är ändå en duglig terrängbil. Under hösten 2009 introducerades Discovery 4 som tog tydliga steg närmare Range Rover i inredning och utrustning men med mindre motorer. Den har konstant fyrhjulsdrift, i de flesta modeller höj och sänkbar luftfjädring samt låsbar diffspärr som extrautrustning. Den kan även fås med sju säten med plats för vuxna.